# The Defiant Ones
The Defiant Ones (Brasil: Acorrentados / Portugal: Os Audaciosos ou Fugitivos) é um filme estadunidense, do gênero drama, de 1958, dirigido por Stanley Kramer, com roteiro de Natham E. Douglas e Harold Jacob Smith, música de Ernest Gold.

## Sinopse
É a história de dois prisioneiros fugitivos, um negro e o outro branco, que acorrentados um ao outro tentam escapar de seus perseguidores e vencer a luta contra o ódio racial que os devora.

## Elenco
- Tony Curtis
- Sidney Poitier
- Theodore Bikel
- Charles McGraw
- Lon Chaney Jr.
- King Donovan
- Cara Williams
- Claude Akins
- Lawrence Dobkin
- Whit Bissell